# جیمی گریمز
جیمی گریمز (انگلیسی: Jamie Grimes؛ زادهٔ ۲۲ دسامبر ۱۹۹۰) بازیکن فوتبال اهل بریتانیا است.
از باشگاه‌هایی که در آن بازی کرده‌است می‌توان به باشگاه فوتبال ووستر سیتی اشاره کرد.